# 亞歷山大·貝克曼
亚历山大·贝克曼（俄語：Александр Беркман；1870年11月21日—1936年6月28日）是一个以政治激进主义、写作著称的无政府主义者。他是二十世纪无政府主义活动的主要倡議者。
贝克曼出生在俄罗斯帝国的维尔纽斯，1888年移居美国，居住在纽约，在那里他开始他的无政府主义行动。他也是另一个无政府主义者埃玛·戈尔德曼的爱人与终生挚友。
1891年贝克曼谋划暗杀亨利·克雷·弗里克，藉以作为行动宣传。但是弗里克从这次行动中幸存，而贝克曼被判处22年有期徒刑。他将狱中的经历写成了他的第一本书《一个无政府主义者的狱中回忆》。

### 引用
1. 1 2  Wexler, Intimate, pp. 63–65.
2. ↑  Chalberg, pp. 42–43; Falk, Love, p. 25; Wexler, Intimate, p. 65.
3. ↑  . The New York Times. 1919-11-26  [2014-07-08]. （原始内容存档于2016-04-30）.

### 书籍
- Wexler, Alice. Emma Goldman: An Intimate Life. New York: Pantheon Books, 1984. ISBN 0-394-52975-8. Republished as Emma Goldman in America. Boston: Beacon Press, 1984. ISBN 0-8070-7003-3.
- Chalberg, John. Emma Goldman: American Individualist. New York: HarperCollins Publishers Inc., 1991. ISBN 0-673-52102-8.
- Falk, Candace Serena. Love, Anarchy, and Emma Goldman. New Brunswick: Rutgers University Press, 1990. ISBN 0-8135-1512-2.